# Pussycat Dolls: Live from London
Pussycat Dolls: Live from London é o primeiro e único álbum de vídeo do girl group americano The Pussycat Dolls. Foi dirigido por Jeff Gripe e Ginger Ramsey-Grippe, e foi produzido por Ron Fair e Jimmy Iovine. Foi lançado pela primeira vez em 01 de dezembro de 2006 pela A&M Records. O DVD apresenta um show no Windsor Racecourse, em Londres, Reino Unido, como parte dos shows secretos da Vodafone TBA. Ele também contem seis videoclipes, filmagens dos bastidores e entrevistas com cada membro.
Live from London estreou no top vinte em três paradas nacionais de videoclipes. O DVD foi certificado em platina pela Australian Recording Industry Association e pela Music Canada. Também foi certificado como ouro pela Associação Brasileira dos Produtores de Discos e pela Recording Industry Association of New Zealand.

## Antecedentes e desenvolvimento
Live from London foi filmado em Windsor Racecourse, Londres, como parte dos shows secretos da Vodafone. A maioria das músicas do Live from London, o repertório é originário do álbum de estréia PCD, mas também contém um interlúdio intitulado "Show Me What You Got", escrito por Nicole Scherzinger e Jamal Jones, onde elas se envolvem em um jogo de dança enquanto cantam individualmente. apresentando-se e seus talentos.

## Recepção
Kevin Courtney, do Irish Times, deu a Live from London duas de cinco estrelas criticando o palco por ser "amador e, questionavelmente, abertamente sexualmente provocativo".
Comercialmente Live from London estreou no número 12 na Billboard Music Video Sales dos EUA, que também foi o seu pico. Na Austrália, o Live from London estreou no 13º lugar no Australian Music DVD Chart e recebeu a certificação de ouro da Australian Recording Industry Association para embarques de 7.500 cópias.. No ano seguinte, o DVD foi certificado platina para remessas de 15.000 cópias. Além disso, em 2009, alcançou o 12º lugar no Chart de DVD da Czech Music DVD Chart.

## Faixas
| Live from London |                                                             |                                                         |                  |         |  |
| N.º              | Título                                                      | Compositor(es)                                          | Diretor(es)      | Duração |  |
| 1.               | "Buttons" (ao vivo)                                         | Sean Garrett Jamal Jones Jason Perry Nicole Scherzinger |                  | 3:54    |  |
| 2.               | "Beep" (com participação de Will.I.Am)                      | William Adams Kara DioGuardi Jeff Lynne                 |                  | 5:53    |  |
| 3.               | "I Don't Need a Man" (ao vivo)                              | Rich Harrison Scherzinger DioGuardi Vanessa Brown       |                  | 4:34    |  |
| 4.               | "Feeling Good" (ao vivo)                                    | Leslie Bricusse Anthony Newley                          |                  | 1:55    |  |
| 5.               | "Stickwitu" (ao vivo)                                       | Franne Golde Kasia Livingston Robert Palmer             |                  | 4:17    |  |
| 6.               | "Show Me What You Got (Interlúdio)" (ao vivo)               | Scherzinger Jones                                       |                  | 2:07    |  |
| 7.               | "Wait a Minute" (com participação de Timbaland)             | Timothy Mosley Keri Hilson                              |                  | 3:10    |  |
| 8.               | "Don't Cha" (ao vivo)                                       | Anthony Ray Thomas Callaway                             |                  | 4:51    |  |
| 9.               | "Don't Cha" (videoclipe; com participação de Busta Rhymes)  |                                                         | Paul Hunter      | 4:44    |  |
| 10.              | "Stickwitu" (videoclipe)                                    |                                                         | Nigel Dick       | 3:34    |  |
| 11.              | "Beep" (videoclipe; com participação de will.i.am)          |                                                         | Benny Boom       | 4:09    |  |
| 12.              | "Buttons" (videoclipe; com participação de Snoop Dogg)      |                                                         | Francis Lawrence | 3:58    |  |
| 13.              | "I Don't Need a Man" (videoclipe)                           |                                                         | Chris Applebaum  | 3:41    |  |
| 14.              | "Wait a Minute" (videoclipe; com participação de Timbaland) |                                                         | Marc Webb        | 3:52    |  |
| 15.              | "Beep" (Bastidores)                                         |                                                         |                  | 2:01    |  |
| 16.              | "Buttons" (Bastidores)                                      |                                                         |                  | 4:02    |  |
| 17.              | "Meet The Dolls - Nicole"                                   |                                                         |                  | 2:17    |  |
| 18.              | "Meet The Dolls - Kimberly"                                 |                                                         |                  | 2:03    |  |
| 19.              | "Meet The Dolls - Melody"                                   |                                                         |                  | 1:43    |  |
| 20.              | "Meet The Dolls - Jessica"                                  |                                                         |                  | 2:02    |  |
| 21.              | "Meet The Dolls - Ashley"                                   |                                                         |                  | 1:53    |  |
| 22.              | "Meet The Dolls - Carmit"                                   |                                                         |                  | 1:51    |  |
| 23.              | "The Rise of The Dolls"                                     |                                                         |                  | 2:57    |  |
| 24.              | "PCD The Music"                                             |                                                         |                  | 4:28    |  |
| 25.              | "Don't Cha" (Versão karaokê)                                |                                                         |                  | 4:37    |  |

## Créditos
- Editado na Cut + Run, Santa Monica, Califórnia
- Conteúdo bônus mixado no Lime Studios, Santa Monica, Califórnia

| Entrevistas PCD - Mace Cahme - Produtor - Diretor - Donn Viola Edição de créditos - Jeff Gripe - Editor - Thomas Han Park UI, Erin Nordstorm, Jen Tiexiera - edição adicional - Chris Gigard, Megan Welsh- Produtores - Luc Giddens, Kimberly Hoffman e Franco Castilla - Editores assistentes - Mark Meyuhas - Mixer - Joel Waters - Mixer Assistant | Créditos de mixagem de áudio - Brian Malouf - Edição mista e Pro Tools - Brian Gadner - Dominando - Justin Siegel - produtor executivo de áudio Créditos da turnê - Bryan "Froggy" Cross - Gerente de turnê, Gerente de produção, Engenheiro de áudio - Caridade Lomax - gerente de estrada - Scott Warner - designer de iluminação - Barry Lather - designer criativo - Dustin Delker, Graham Brian, Sara Gepp - técnicos do sistema de áudio - Zac Cromwell - Técnico de iluminação - Joe Bonanno - diretor de vídeo ao vivo - Roy Fountain - Técnico em vídeo |

Créditos adaptados do encarte do álbum, A&M Records.